# Zentrales Finanzwesen des Bundes
Das Zentrale Finanzwesen des Bundes (ZFB) besteht aus drei Referaten (Zentralreferat, Systempflege und Kassenaufsicht). Gemeinsam mit vier weiteren Referaten der Bundeskasse (Standorte Kiel, Halle, Weiden und Trier) bildet es die Abteilung Zahlungsverkehr und Rechnungswesen des Bundes(ZRB) innerhalb der Generalzolldirektion.
Es unterstützt zentrale Aufgaben im Vollzug des Bundeshaushalts und bei Erstellung der Rechnungslegung. Die Fachaufsicht obliegt dem Bundesministerium der Finanzen.
Das ZFB wurde 2006 als Kompetenzzentrum für das Kassen- und Rechnungswesen des Bundes (KKR) eingerichtet und ist seit dem 1. Januar 2016 in die Generalzolldirektion integriert. Zum 1. Oktober 2019 erfolgte die Überführung in die heutige Struktur.
Das Zentrale Finanzwesen des Bundes hat im Wesentlichen folgende Aufgaben:
- Fachplanung, Weiterentwicklung und Kontrolle des Einsatzes der ressortübergreifend eingesetzten IT-Verfahren für das Haushalts-, Kassen- und Rechnungswesen, die als Plattform der Haushaltsführung dienen,
- Buchführung der zentralen Konten und Erstellung der Haushaltsrechnung für das Bundesministerium der Finanzen,
- Abwicklung des zentralen Zahlungsverkehrs mit der Deutschen Bundesbank und der Postbank durch die beim ZFB eingerichtete Zentralkasse des Bundes nach § 79 Abs. 2 Bundeshaushaltsordnung,
- zentrale Kassenaufsicht über die Bundeskasse.[3]

Mitarbeiter des ZFB arbeiten an den Hauptstandorten Bonn und Berlin sowie an den vier Bundeskassenstandorten.